# Dicranomyia melanocera
Dicranomyia melanocera är en tvåvingeart som beskrevs av Alexander 1925. Dicranomyia melanocera ingår i släktet Dicranomyia och familjen småharkrankar. Inga underarter finns listade i Catalogue of Life.